# Canet d'Adri

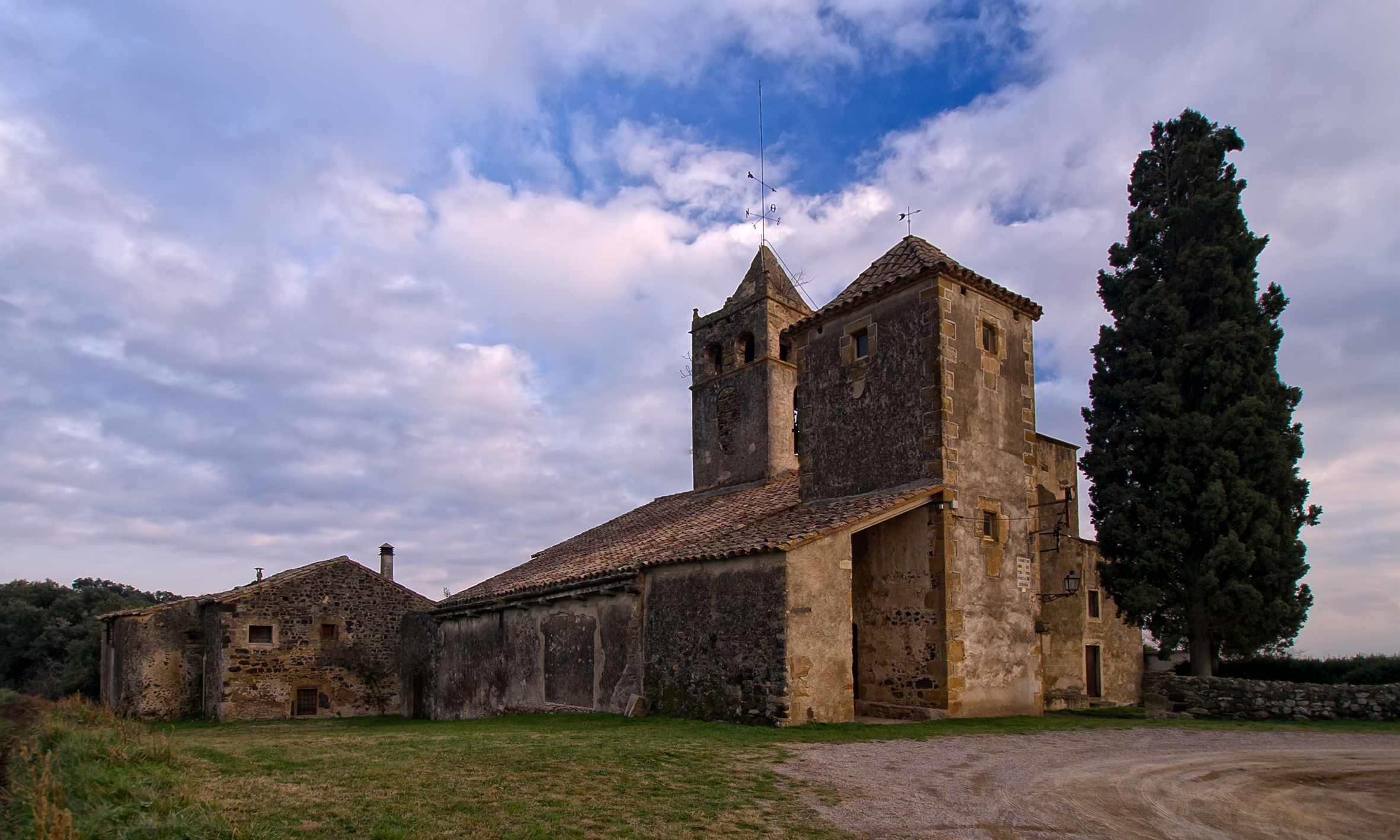
Kerk van Canet d'Adri

Canet d'Adri is een gemeente in de Spaanse provincie Girona in de regio Catalonië met een oppervlakte van 45 km². Canet d'Adri telt 702 inwoners (1 januari 2016).

## Demografische ontwikkeling
Bron: INE, 1857-2011: volkstellingen
Opm.: In 1857 werden de gemeenten Adri, Biert, Moncalp en Rocacorba aangehecht